# Desperaci
Desperaci (ang. The Way of the Gun) – amerykański dramat kryminalny z 2000 roku.

## Główne role
- Ryan Phillippe – Parker
- Benicio Del Toro – Longbaugh
- James Caan – Joe Sarno
- Juliette Lewis – Robin
- Taye Diggs – Jeffers
- Nicky Katt - Obecks
- Geoffrey Lewis - Abner Mercer
- Dylan Kussman - Dr Allen Painter
- Scott Wilson - Hale Chidduck
- Kristin Lehman - Francesca Chidduck